# Jamaicas ordensvæsen
Jamaicas ordensvæsen består af en række ordener for belønning af enkeltpersoners fortjenstfulde indsats. Det blev etableret i 1969, syv år efter Jamaicas uafhængighed fra Storbritannien, og erstattede delvis det britiske ordensvæsen. Jamaicas ordensvæsen blev revideret i 1973 og 2002, så det i dag består af seks ordener, kaldt societies of honour. Jamaica har også flere medaljer. Jamaicas generalguvernør er ordenskansler for alle landets ordener. Jamaicas monark har ingen rolle i landets ordensvæsen. Tildeling af ordener foretages af generalguvernøren efter råd fra premierministeren.
Ordnet efter rang er Jamaicas seks ordener:
- Nationalheltens orden, indstiftet 1969
- Nationens orden, indstiftet 1973
- Ordenen for fremragende virke, indstiftet 2002
- Fortjenstordenen, indstiftet 1969
- Jamaicaordenen, indstiftet 1969
- Udmærkelsesordenen, indstiftet 1969

Alle ordener består af én klasse, bortset fra Udmærkelsesordenen, som har graderne kommandør og officer. Til nogle af ordenerne er der knyttet ret til at føre bestemte bogstavkombinationer efter indehaverens efternavn, som indikation på hvilken orden og grad vedkommende har modtaget. Der er også fastlagt formelle tiltaleformer for ordensmodtagere.
Britiske ordener tildeles stadig til jamaicanere efter indførelsen af det jamaicanske ordensvæsen i 1969. Det gælder i særdeleshed Sankt Mikaels og Sankt Georgs orden og Den kongelige Victoriaorden. Udnævnelse til de to højeste grader i disse ordener medfører ophøjelse i ridderstanden og denne adling anerkendes på Jamaica. Den medfølgende tiltaleform Sir benyttes også.

## Eksterne links
- National Honours and Awards Act Arkiveret 1. februar 2016 hos  Wayback Machine
- National Honours and Awards Arkiveret 9. juni 2010 hos  Wayback Machine, fra Government of Jamaica, Office of the Prime Minister
- National Awards Arkiveret 26. januar 2013 hos  Wayback Machine, Jamaica Information Service